# Bhankharpur
Bhankharpur è una suddivisione dell'India, classificata come census town, di 9.118 abitanti, situata nel distretto di Sahibzada Ajit Singh Nagar, nello stato federato del Punjab. In base al numero di abitanti la città rientra nella classe 
V (da 5.000 a 9.999 persone).

## Geografia fisica
La città è situata a 30° 36' 20 N e 76° 50' 11 E e ha un'altitudine di 287 m s.l.m..

## Società

### Evoluzione demografica
Al censimento del 2001 la popolazione di Bhankharpur assommava a 9.118 persone, delle quali 4.894 maschi e 4.224 femmine. I bambini di età inferiore o uguale ai sei anni assommavano a 1.201, dei quali 684 maschi e 517 femmine. Infine, coloro che erano in grado di saper almeno leggere e scrivere erano 6.455, dei quali 3.637 maschi e 2.818 femmine.